# ルーシー・リー
ルーシー・リー（Dame Lucie Rie、1902年3月16日 - 1995年4月1日）は、20世紀後期のイギリスを拠点に活動した、オーストリアのウィーン出身の陶芸家。本名はルツィエ・ゴンペルツ (Luzie Gomperz)。大英帝国二等勲爵士 (DBE)。

## 経歴

### ウィーン時代
1902年3月19日、ウィーンの裕福なユダヤ人家庭に生まれる。当時ウィーンは文化の爛熟期を迎えていた。画家グスタフ・クリムトらが結成したウィーン分離派や、建築家ヨーゼフ・ホフマンらが設立したウィーン工房など、建築から衣服までを総合的に調和させた美的空間を目指す新たな動向が注目されていた。
1922年、リーはウィーン工房のデザイナーが多数教師を務めるウィーン工業美術学校に入学。当初は絵画や彫刻、美術史を学ぶ予定だったが、ある日偶然、轆轤から器が形成される光景を目にし、その面白さに魅了されて陶芸家になることを決意。ミヒャエル・ポヴォルニーの下で釉薬の研究に励んだ。その作品はさっそくヨーゼフ・ホフマンの目に留まり、1925年のパリ万国博覧会に友人との共同作品が出品されるなど、在学時代から頭角を現した。1926年、同校卒業。
その後もブリュッセル万国博覧会（1935年）とミラノ・トリエンナーレ（1936年）で金メダル、パリ万国博覧会（1937年）で銀メダルを受賞するなど高い評価を得て、作家としての地位を確立していく。
しかし1938年3月、ナチス率いるドイツ軍がオーストリアを併合。リーは迫害を恐れロンドンに亡命する。

### ロンドン時代
ロンドンではハイドパークの北に小さな家を見つけ、そこを工房兼住居とした。以後およそ50年にわたって活動の場となったアルビオン・ミューズの工房である。
すでにウィーンで10年以上の実績があるにもかかわらず、リーの陶芸はイギリスではほとんど認知されていなかった。この時イギリスでは、個人の表現としての陶磁器制作、いわゆるスタジオ・ポタリーが盛んになりつつあった。バーナード・リーチやウィリアム・ステート＝マリーといった作家たちは、東洋陶磁を範として安定感のある重厚な陶器を手掛けており、薄く装飾的なリーの作品は評価されなかった。
第二次世界大戦が始まり、戦争が深刻化するにつれ、作陶はより困難になる。リーはファッション業界から依頼を受けて、洋服用の陶製ボタンを作って生計を立てた。ボタンは轆轤挽きか石膏型によって形作られ、カラフルな色や金で彩色された。この時アシスタントとしてハンス・コパーを雇い入れる。コパーはドイツ出身で父親がユダヤ人だったため、リーと同様にナチスの迫害を逃れてイギリスへと亡命してきていた。コパーはもともと彫刻家を目指していたが、陶芸の技術もすぐに習得し、リーの作陶を支える重要なアシスタントとなった。やがて戦争が終結すると、リーは徐々にボタン作りの規模を縮小し、陶器制作にかける時間を増やしていった。リーとコパーはまもなく共同でテーブルウェアを制作するようになり、そうした器の底裏には二人の印銘がそれぞれ刻まれた。

### 国際的評価
1950年、リーとコパーはロンドンのバークレイ・ギャラリーで共同展を開催。その後は国際的な展覧会に出品する機会が増えていく。1951年の英国祭におけるイギリス・パビリオンへの出品をはじめ、柳宗悦と濱田庄司が参加したことで知られる1952年のダーティントン国際工芸家会議、1953年のアムステルダムでの「イギリス陶芸展」、1954年の第10回ミラノ・トリエンナーレなど、2人はイギリスを代表する作家として取り上げられていく。
1967年にアーツ・カウンシルにより開催された回顧展によって、リーの作品に対する高い評価は国内のみならず、海外にも及ぶようになる。ヴィクトリア・アンド・アルバート博物館の学芸員で、イギリスのスタジオ・ポタリーの擁護者であったジョージ・ウィングフィールド＝ディグビーは、同展のカタログに寄せた文章でリーを「都市に生きる陶芸家」と称し、当時イギリスにおいて支配的だったバーナード・リーチ風のスタイルに対する違いを明確にした。それはリーの表現が確立したことを示すものだった。
日本でも1964年「現代国際陶芸展」（国立近代美術館［現・東京国立近代美術館］ほか4館巡回）をはじめ、1970年「現代の陶芸 ヨーロッパと日本」（京都国立近代美術館）、1972年「ヨーロッパ現代の陶芸」（日本橋三越）で、リーの作品が紹介されている。1984年にリーと出会い交流を深めた三宅一生は、彼女のボタンを使った服を1989-90年秋冬コレクションで発表し、同年「現代イギリス陶芸家 ルゥーシー・リィー展」（草月会館草月ギャラリー、大阪市立東洋陶磁美術館）を企画・監修し96点の作品を紹介。特に草月ギャラリーでの展示は建築家の安藤忠雄が空間デザインを手がけ、リーの日本での人気に火をつけた。
1990年、リーは脳卒中で倒れて記憶のほとんどを失い、作陶生活の終わりを余儀なくされる。1991年、大英勲章第2位（デイム）をアルビオン・ミューズの自宅で授与される。1995年4月1日、ロンドンのアルビオン・ミューズの自宅で逝去した。享年93。

## 作風
イギリスを代表する陶芸家であったバーナード・リーチと親交を持ったが、電気式陶芸窯から生み出されるその軽く薄い作風に対しては、強い火と土窯から生まれる日本風の重厚なものに強く傾倒していたリーチから手厳しい批評を得ることとなり、以後、芸術面に経済面も加えて大いに苦悩する。当時を回想するに「キャベツの日々だった」、すなわち、キャベツばかりを食べる、お金の無い日々であったという。しかし、独自の方向性を大きくは変えることなく模索を続け、やがて、象嵌や掻き落しによる線描や釉薬、緻密な成分計量に基づく理論的工法などによる独特の繊細かつ優美な作風を確立した。リーチものちにこれを認め、推奨するまでになっている。

## 年譜

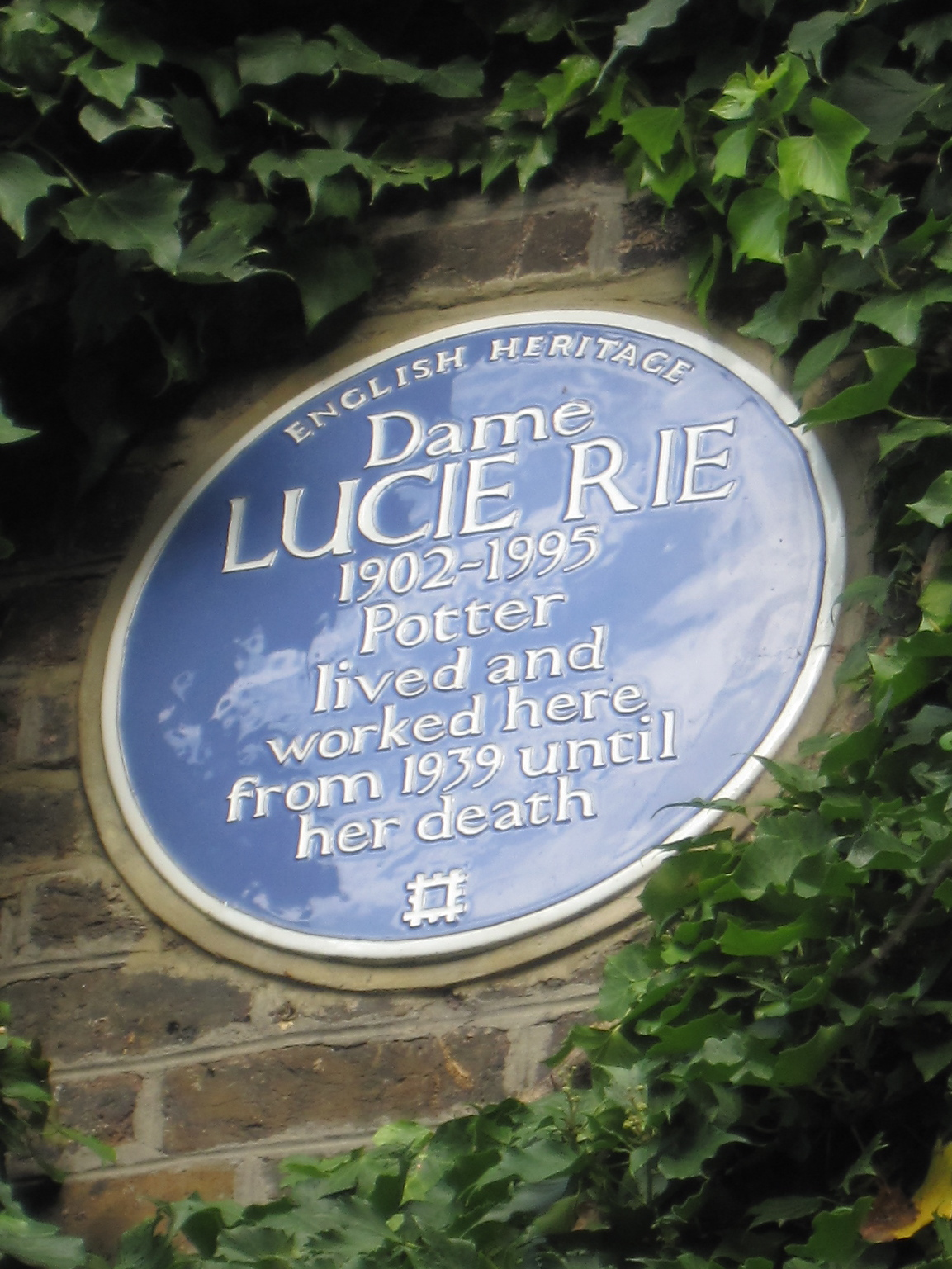
英国はロンドンの一角、アルビオン・ミューズにある旧宅に掲げられている、ルーシー・リーのブルー・プラーク

- 1902年 - ユダヤ系の医師の娘としてウィーンに生まれる。
- 1922〜1926年 - ウィーン工業美術学校でミヒャエル・ポヴォルニー (Michael Powolny) に陶芸を学ぶ。
- 1937年 - パリ万国博覧会で銀メダルを獲る。
- 1938年 - ナチス・ドイツによるオーストリア併合後、イギリスに移住。
- 1939年 - ロンドンの一角にあるアルビオン・ミューズに移る。
- 1946年 - ハンス・コパー（en、1920- 1981年）が工房に参加。
- 1951年 - ロンドンのバークレー・ギャラリー (Berkeley Gallery) でハンス・コパーと共同展。
- 1960年 - キャンバーウェル・カレッジ・オブ・アーツで教鞭を執る（1972年まで）。
- 1964年 - 東京の国際陶芸展に参加。
- 1969年 - ロンドンの王立芸術学院より名誉博士号を授与される。
- 1972年 - ハンブルク美術工芸博物館（de）で『Lucie Rie - Hans Coper Keramik』展。
- 1981年 - CBEを受勲。
- 1989年 - 草月会館と大阪市立東洋陶磁美術館で個展。
- 1990年 - 脳梗塞で倒れ、以降、陶芸を続けることが不可能となる。
- 1991年 - 大英帝国二等勲爵士の称号を贈られる。
- 1994年 - メトロポリタン美術館でハンス・コパーとの共同展。
- 1995年 - 脳梗塞により、ロンドンにて93歳で他界。